# Länsväg T 871
| 871 |

Länsväg 871 (Stråssavägen) är en övrig länsväg i Örebro län i Västmanland som går från Storå (avfarten från riksväg 50) och som fortsätter mot Ramsberg där länsvägen slutar men har en anslutning till länsväg 847 och 875.
Vägen svänger av vid riksväg 50 ca 2 km norr om Guldsmedshyttan och ca 2 mil norr om Lindesberg. Förbi centrala Storå, Hällaboda, Sörby, Stråssa och vidare mot Ramsberg. Vägen är knappt 14,5 km.